# Primavera Croata
A Primavera Croata (em croata: Hrvatsko proljeće), ou Maspok, [a] foi um conflito político que ocorreu de 1967 a 1971 na República Socialista da Croácia, na época parte da República Socialista Federativa da Iugoslávia. Como uma das seis repúblicas que compunham a Iugoslávia na época, a Croácia era governada pela Liga dos Comunistas da Croácia (SKH), nominalmente independente da Liga dos Comunistas da Iugoslávia (SKJ), liderada pelo presidente Josip Broz Tito. A década de 1960 na Iugoslávia foi marcada por uma série de reformas destinadas a melhorar a situação econômica do país e por esforços cada vez mais politizados pela liderança das repúblicas para proteger os interesses econômicos de suas respectivas repúblicas. Como parte disso, ocorreu um conflito político na Croácia quando os reformadores dentro do SKH, geralmente alinhados com a sociedade cultural croata Matica hrvatska, entrou em conflito com os conservadores.
No final da década de 1960, uma série de queixas foram transmitidas através do Matica hrvatska, que foram adotadas no início da década de 1970 por uma facção reformista do SKH liderada por Savka Dabčević-Kučar e Miko Tripalo. As queixas inicialmente diziam respeito ao nacionalismo econômico. Os reformistas desejavam reduzir as transferências de moeda forte para o governo federal por empresas sediadas na Croácia. Mais tarde, incluíram demandas políticas por maior autonomia e oposição à super-representação real ou percebida dos sérvios da Croácia nos serviços de segurança, na política e em outros campos dentro da Croácia. Um ponto específico de discórdia era a questão de saber se a língua croata era distinta do servo-croata .
A Primavera Croata aumentou a popularidade de figuras do passado da Croácia, como o político croata do século XIX e alto oficial militar austríaco, Josip Jelačić, e o líder assassinado do Partido Camponês Croata, Stjepan Radić, bem como um aumento de canções patrióticas, obras de arte e outras expressões da cultura croata. Foram feitos planos para aumentar a representação de materiais relacionados à Croácia no currículo escolar, medidas para lidar com a super-representação de sérvios em posições-chave na Croácia e para alterar a Constituição da Croácia para enfatizar a natureza da república como o estado nacional dos croatas. Também houve demandas por maiores poderes para as repúblicas constituintes às custas do governo federal da Iugoslávia. Essas questões aumentaram as tensões entre croatas e sérvios da Croácia, bem como entre as facções reformistas e conservadoras do SKH.
Embora outras repúblicas, o SKJ e o próprio Tito não estivessem inicialmente envolvidos na luta interna croata, a crescente proeminência do nacionalismo croata levou Tito e o SKJ a intervir. Semelhante aos reformadores de outras repúblicas iugoslavas, a liderança do SKH foi obrigada a renunciar. No entanto, suas reformas foram deixadas intactas e a maioria das exigências da liderança deposta foram posteriormente adotadas, inaugurando uma forma de federalismo que contribuiu para a subsequente dissolução da Iugoslávia.

## Antecedentes

### Crise econômica

Após a Segunda Guerra Mundial, a Croácia foi uma das seis repúblicas da Iugoslávia Federal.

No início da década de 1960, a República Popular Federal da Iugoslávia era uma federação de acordo com sua constituição (compreendendo as repúblicas populares da Bósnia e Herzegovina, Croácia, Macedônia, Montenegro, Sérvia e Eslovênia), mas de fato operava como um estado centralizado. A economia iugoslava estava em recessão, o que levou a reformas econômicas que foram implementadas às pressas e se mostraram ineficazes. Em 1962, as dificuldades económicas do país agravaram-se, dando origem a um debate sobre os fundamentos do sistema económico.  Em março de 1962, o presidente Josip Broz Tito convocou o comitê central ampliado do partido governante do país, a Liga dos Comunistas da Iugoslávia (SKJ), para discutir o papel da SKJ e a relação entre o governo central e as repúblicas constituintes. A reunião expôs um conflito entre sérvios, abertamente apoiados pelo vice-primeiro-ministro sérvio Aleksandar Ranković, e membros eslovenos do órgão, particularmente Miha Marinko e Sergej Kraigher, cautelosamente apoiados pelo vice-primeiro-ministro esloveno Edvard Kardelj. A delegação eslovena defendeu a devolução de poder e autoridade às repúblicas constituintes. A delegação sérvia procurou preservar o monopólio do governo central na tomada de decisões e na distribuição de receitas fiscais para repúblicas menos desenvolvidas. Como era menos desenvolvida do que a RP da Eslovênia e a RP da Croácia, a RP da Sérvia teria beneficiado de tal acordo.  Em 1963, foi adoptada uma nova constituição, concedendo poderes adicionais às repúblicas,  e o 8.º Congresso do SKJ expandiu os poderes dos ramos do SKJ no ano seguinte. 

### Politização das reformas
Outras reformas econômicas foram adotadas em 1964 e 1965, transferindo poderes consideráveis da federação para as repúblicas e empresas individuais. Algumas das medidas de reforma agravaram o conflito entre os bancos, as seguradoras e as organizações de comércio exterior detidas pelo governo jugoslavo versus as detidas pelas repúblicas constituintes, um conflito que se tornou cada vez mais político e nacionalista.  Alianças concorrentes foram estabelecidas. Ranković ganhou o apoio da Bósnia e Herzegovina e Montenegro, além da Sérvia. A Eslovênia foi apoiada pela Croácia, com base na crença de Vladimir Bakarić — o Secretário do Comitê Central da Liga dos Comunistas da Croácia (SKH) — de que a descentralização beneficiaria outros na Iugoslávia. Bakarić persuadiu Krste Crvenkovski, o chefe da Liga dos Comunistas da Macedônia (SKM), a apoiar o bloco reformista esloveno-croata, que conseguiu promulgar uma legislação substancial restringindo os poderes federais em favor das repúblicas. O conflito foi enquadrado como uma disputa entre os interesses da Sérvia contra os da Eslovénia e da Croácia. 
Na Croácia, as posições adotadas pelos aliados de Ranković na Liga dos Comunistas da Sérvia (SKS) e na Liga dos Comunistas de Montenegro (SKCG) foram interpretadas como hegemônicas, o que por sua vez aumentou o apelo do nacionalismo croata.  Em meados da década de 1960, a cônsul dos Estados Unidos em Zagreb, Helene Batjer, estimou que cerca de metade dos membros do SKH e 80 por cento da população da Croácia tinham opiniões nacionalistas. 

### Auge das forças reformistas

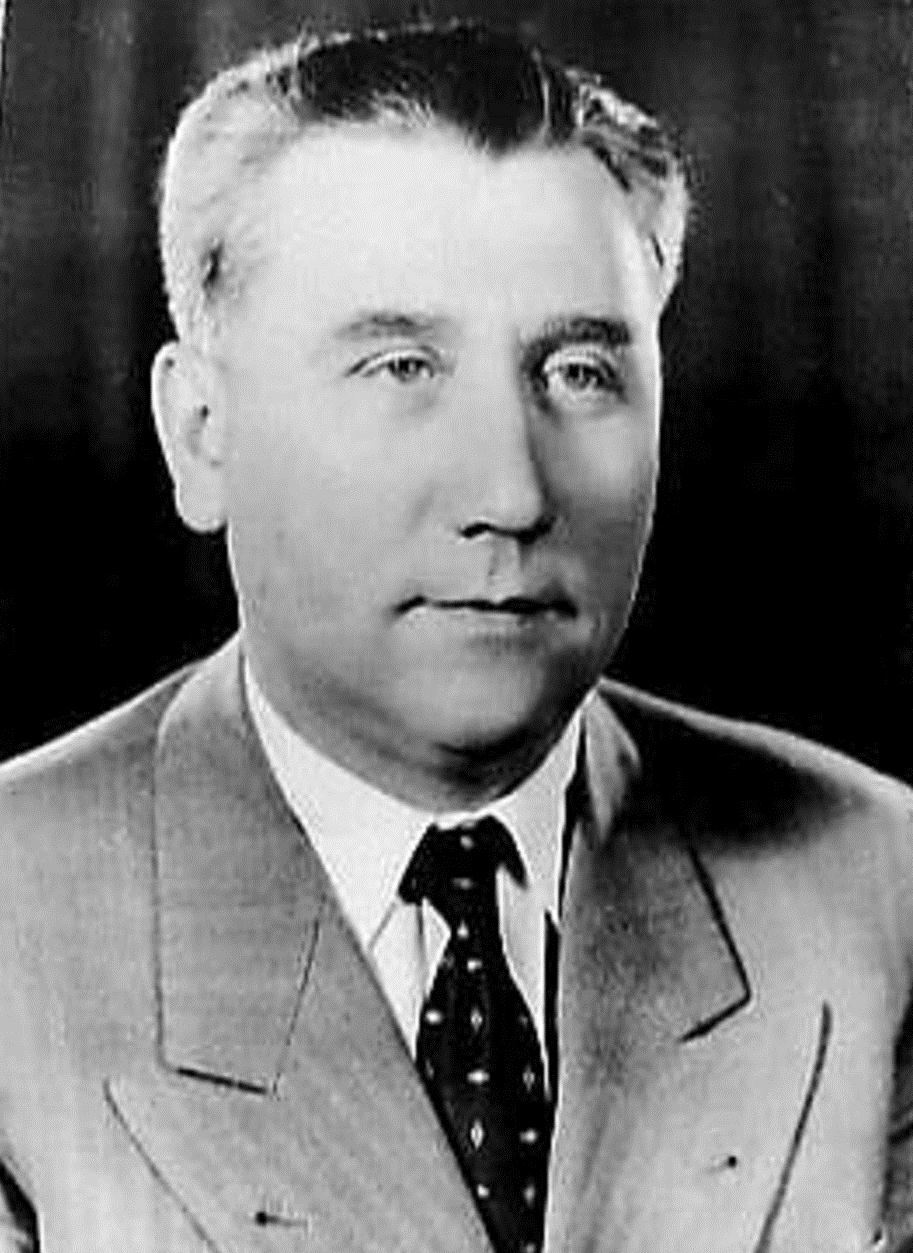
A queda de Aleksandar Ranković marcou o início de um período de domínio reformista na Iugoslávia

No início de 1966, ficou claro que as reformas não haviam produzido os resultados desejados. O SKJ culpou a liderança sérvia pela resistência às reformas.  No início de 1966, Kardelj convenceu Tito a remover Ranković do Comitê Central do SKJ e demiti-lo do cargo de vice-presidente da Iugoslávia. Ranković foi acusado de conspirar para tomar o poder, desconsiderando as decisões do oitavo congresso do SKJ (dezembro de 1964), de abuso da Administração de Segurança do Estado diretamente ou por meio de aliados,  e de grampear ilegalmente a liderança do SKJ, incluindo o próprio Tito.  Tito viu a remoção de Ranković como uma oportunidade para implementar uma maior descentralização.  Ao delegar o poder às unidades constituintes da federação, Tito assumiu o papel de árbitro único nas disputas inter-republicanas. 
Em 1967 e 1968, a constituição iugoslava foi novamente alterada, reduzindo ainda mais a autoridade federal em favor das repúblicas constituintes.  O auge da coalizão reformista ocorreu no 9º Congresso do SKJ, em março de 1969, durante o qual foi proposta a descentralização de todos os aspectos do país. Um empréstimo do Banco Mundial para a construção de rodovias causou uma grande cisão na coalizão reformista depois que o governo federal decidiu arquivar os planos de desenvolver um trecho de rodovia na Eslovênia e construir um trecho de rodovia na Croácia e um na Macedônia. Pela primeira vez, uma república constituinte (Eslovênia) protestou contra uma decisão do governo federal, mas as demandas eslovenas foram rejeitadas. A situação esquentou, levando as autoridades eslovenas a declarar publicamente que não tinham planos de se separar. Após o caso, as autoridades eslovenas retiraram seu apoio à coalizão reformista. Apesar disso, o SKH e o SKM pressionaram o SKJ a adoptar o princípio da unanimidade na tomada de decisões, obtendo poder de veto para os ramos republicanos do SKJ em Abril de 1970. 
Manifestações estudantis eclodiram em Belgrado em junho de 1968 contra os aspectos autoritários do regime iugoslavo, as reformas de mercado e seu impacto na sociedade iugoslava. Os estudantes foram inspirados pelos protestos mundiais de 1968,  e pelas críticas às reformas promovidas pela Escola de Práxis humanista marxista.  Eles se opuseram à descentralização e criticaram o nacionalismo na Iugoslávia por meio do jornal Práxis.  Em novembro de 1968, Petar Stambolić e outros líderes do SKS cujas visões políticas eram uma mistura de dogmatismo comunista e nacionalismo sérvio,  foram removidos por iniciativa de Tito.  Tito culpou especificamente Stambolić por não ter interrompido as manifestações estudantis em tempo útil.  Os substitutos foram Marko Nikezić, como presidente, e Latinka Perović, como secretária do SKS, respectivamente. Nikezić e Perović apoiaram reformas baseadas no mercado e uma política de não interferência nos assuntos de outras repúblicas, exceto quando os funcionários dessas repúblicas denunciavam o nacionalismo sérvio fora da Sérvia. 

## Renascimento nacional

### Reclamações
No final da década de 1960, as reformas econômicas não resultaram em melhorias perceptíveis na Croácia. Os bancos federais sediados em Belgrado ainda dominavam o mercado de empréstimos e o comércio exterior da Iugoslávia. Os bancos sediados na Croácia foram expulsos da Dalmácia, uma região turística popular, e os hotéis foram gradualmente assumidos por grandes empresas sediadas em Belgrado. Os meios de comunicação social croatas relataram que os acordos de compra favoráveis para as empresas sérvias foram o resultado de pressão política e suborno, e a situação foi enquadrada como um conflito étnico e não económico. 
Além disso, a situação foi agravada pela percepção entre os nacionalistas croatas de ameaças culturais e demográficas à Croácia, decorrentes das seguintes políticas: utilização de manuais escolares para suprimir o sentimento nacional croata, uma campanha para padronizar a língua servo-croata de uma forma que favorecesse os dialetos sérvios, deslocamento demográfico pelos sérvios e incentivo ao regionalismo dálmata.  Os apelos à criação de províncias sérvias autónomas na Dalmácia e noutras partes da Croácia, vistas como uma ameaça à integridade territorial da Croácia, agravaram estas preocupações.  Muitas pessoas na Croácia acreditavam que estas eram ameaças substantivas destinadas a enfraquecer a república e rejeitaram explicações alternativas que atribuíssem as mudanças a fenómenos económicos ou a resultados da modernização.  No início de 1969, uma série de queixas foram listadas num artigo do presidente da Associação de Escritores Croatas, Petar Šegedin, em Kolo, uma revista publicada por Matica hrvatska. No artigo, Šegedin acusou o governo iugoslavo de tentar a assimilação cultural da Croácia. 

### Questão da língua

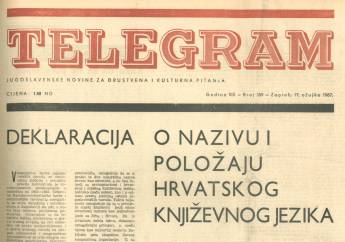
A Declaração sobre o Nome e o Status da Língua Literária Croata foi anunciada no Telegram, um jornal literário contemporâneo, em 17 de março de 1967.

Em 1967, os dois primeiros volumes do Dicionário de Língua Literária e Vernácula Servo-Croata, com base no Acordo de Novi Sad de 1954, foram publicados, gerando controvérsia sobre se o croata era uma língua separada. Ambos os volumes excluíram expressões croatas comuns ou as trataram como dialeto local, enquanto variantes sérvias foram frequentemente apresentadas como padrão. O dicionário servo-croata não relacionado de 1966 publicado por Miloš Moskovljević agravou ainda mais a situação ao omitir o termo “croata” do vocabulário. 
A Declaração sobre o Nome e o Status da Língua Literária Croata foi emitida por 130 linguistas croatas, incluindo 80 comunistas,  em 17 de março de 1967. A declaração criticou o dicionário de 1967 e pediu o reconhecimento oficial do croata como uma língua separada e a exigência de que o governo da Croácia usasse a língua croata em negócios oficiais. Esta medida teria prejudicado muitos burocratas sérvios na Croácia.  A declaração atraiu em resposta "Uma Proposta de Reflexão", elaborada por 54 escritores sérvios que apelavam à TV Belgrado para utilizar a escrita cirílica e para fornecer educação aos sérvios da Croácia na língua sérvia.  Houve também várias denúncias da declaração sobre o Nome e o Status da Língua Literária Croata do SKJ em poucos dias. A declaração não foi universalmente apoiada na Croácia. O vice-presidente do Sabor, Miloš Žanko [hr], denunciou Franjo Tuđman, chefe do Instituto de História do Movimento Operário da Croácia, e Većeslav Holjevac, chefe da Fundação do Patrimônio Croata, por contratarem nacionalistas croatas conhecidos. A declaração marcou o início de um longo período de quatro anos de crescente nacionalismo croata, comumente conhecido como a Primavera Croata. 
Matica hrvatska retirou-se do Acordo de Novi Sad em 22 de novembro de 1970 porque o Matica srpska insistiu que o croata era apenas um dialeto do sérvio. Matica hrvatska publicou um novo dicionário croata e manual de ortografia por Stjepan Babić, Božidar Finka, e Milan Moguš, que foi condenado pela Sérvia. Os nacionalistas croatas reagiram promovendo o purismo linguístico e revisando os manuais escolares para aumentar a cobertura da história e cultura croatas. Matica hrvatska tornou-se o ponto de encontro do renascimento nacionalista, e o seu secretário económico, Šime Đodan, era particularmente popular. Em 1970, o número de membros do Matica hrvatska cresceu de cerca de 2.000 para 40.000, aumentando sua influência política. Também permitiu reclamações às Ferrovias Iugoslavas, apoiadas pelo SKH, de que a grafia sérvia Ekavian deveria ser complementada com a grafia croata Ijekavian em todos os avisos e programações oficiais..
Enquanto vários jornais e revistas apoiaram o Matica hrvatska, a organização também introduziu seu próprio órgão, Hrvatski tjednik [hr] (Croata Semanal), que promoveu entusiasticamente o nacionalismo croata.  Editado por Vlado Gotovac,  ultrapassou rapidamente o número de assinantes de todos os outros jornais, incluindo Vjesnik, o jornal de referência na Croácia. 

### Facções da Liga dos Comunistas da Croácia

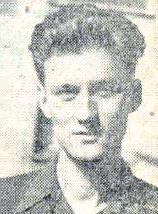
Miko Tripalo foi um dos líderes da facção reformista da Liga dos Comunistas da Croácia.

Inicialmente, o SKH estava internamente dividido quanto ao apoio à Matica hrvatska, e a sua liderança permaneceu em grande parte silenciosa sobre o assunto.  O partido foi liderado por uma facção reformista composta pelo secretário do Comitê Central do SKH, Savka Dabčević-Kučar, e Miko Tripalo, apoiado por Pero Pirker, Dragutin Haramija, Ivan Šibl e outros.  Dabčević-Kučar, Tripalo e Pirker assumiram as primeiras posições do SKH em 1969 com o apoio de Bakarić.  Os reformistas foram combatidos por uma facção conservadora ou anti-reformista, incluindo Žanko e Stipe Šuvar, Dušan Dragosavac, Jure Bilić e Milutin Baltić [hr]. Em busca de apoio, a facção conservadora aliou-se à Escola de Práxis. Dabčević-Kučar e Tripalo, por outro lado, encontraram apoio nas fileiras da SKH mais próximas ou associadas ao Matica hrvatska como Đodan e Marko Veselica.  No final de 1969, Žanko também criticou a liderança do SKH, bem como Bakarić, acusando-os de nacionalismo e atitudes anti-socialistas em um artigo para o Borba. Ele também escreveu uma série de artigos denunciando Vjesnik, Rádio Televisão Zagreb e revista literária Hrvatski književni list [hr] e Bruno Bušić como escritor colaborador da revista. Outros acusados por Žanko de incitar visões nacionalistas foram os escritores Šegedin, Gotovac e Tomislav Ladan; críticos literários Vlatko Pavletić, Igor Mandić e Branimir Donat [hr]; editor semanal Krešimir Džeba do Vjesnik e colunista política Neda Krmpotić do Vjesnik u srijedu; editor da Arquidiocese Católica Romana de Zagreb Živko Kustić, publicador do Glas Koncila, o historiador Trpimir Macan, o historiador de arte Grgo Gamulin, bem como os economistas Đodan, Hrvoje Šošić [hr], Marko e Vladimir Veselica. Em 19 de dezembro, Tito criticou as ações de Žanko.  Em janeiro de 1970, Dabčević-Kučar acusou Žanko de unitarismo e de tentar derrubar a liderança do SKH. Žanko foi afastado de todas as funções políticas e o SKH aproximou-se do Matica hrvatska.  Algumas fontes, incluindo Perović, marcam a demissão de Žanko como o início da Primavera Croata. 
Durante todo o processo, a principal exigência económica do SKH foi que a Croácia fosse autorizada a reter mais dos seus ganhos em moeda estrangeira.  Para esse fim, o SKH manteve boas relações com os homólogos da Eslovênia e da Macedônia, e também tentou garantir o apoio da Liga dos Comunistas do Kosovo. Devido à sua rejeição da agenda económica do SKH, o SKS foi rejeitado como "unionista" pelo SKH, apesar do apoio de Nikezić a outras reformas.  O SKH também se opôs à sub-representação de croatas na polícia, nas forças de segurança e nas forças armadas, bem como em instituições políticas e econômicas na Croácia e em toda a Iugoslávia. A predominância de sérvios nestas posições levou a apelos generalizados para a sua substituição por croatas.  No nível federal, os sérvios representavam cerca de 39% da população iugoslava, enquanto os croatas representavam cerca de 19%. Os sérvios estavam sobre-representados e os croatas sub-representados na função pública por um factor de dois, representando 67% e nove por cento dos funcionários públicos, respectivamente.  Da mesma forma, os sérvios constituíam entre 60 e 70 por cento do corpo de oficiais do Exército Popular Iugoslavo (JNA).  Só na Croácia, os sérvios representavam cerca de 15 por cento da população,  mas eram responsáveis por quase um quarto dos membros do SKH e mais de metade da força policial. 

### Envolvimento do SKH até meados de 1971

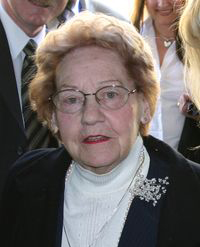
Savka Dabčević-Kučar, uma das mais proeminentes participantes da Primavera Croata e chefe da Liga dos Comunistas da Croácia em 1969-1971.

Em dezembro de 1970, o candidato do SKH perdeu a eleição de pró-reitor estudantil da Universidade de Zagreb para um independente, Ivan Zvonimir Čičak. Candidatos não comunistas assumiram as organizações estudantis restantes sediadas em Zagreb em abril de 1971. Dražen Budiša foi eleito chefe da Federação de Estudantes de Zagreb, e Ante Paradžik tornou-se chefe da Federação de Estudantes Croatas. 
Poucos dias após as eleições do corpo estudantil, Tito solicitou que Dabčević-Kučar ordenasse a prisão de Šegedin, Marko Veselica, Budiša, Čičak e Đodan, mas ela recusou.  Esta decisão tornou Dabčević-Kučar muito popular na Croácia. Em um comício de 200.000 pessoas para marcar o 26º aniversário da queda de Zagreb em 1945 para os partisans iugoslavos em 7 de maio, observadores dos Estados Unidos relataram que seu discurso foi interrompido cerca de 40 vezes por aplausos e vivas dirigidos a ela e não ao SKH.  De acordo com o embaixador britânico na Iugoslávia, Dugald Stewart, Dabčević-Kučar e Tripalo eram muito hábeis no uso de comícios políticos públicos e seus discursos atraíam multidões normalmente esperadas apenas em jogos de futebol. 
Outro conjunto de emendas à constituição iugoslava foi adotado restringindo ainda mais os poderes federais em junho de 1971. Os únicos poderes retidos pelo governo federal eram relações exteriores, comércio exterior, defesa, moeda comum e tarifas comuns. Foram criados comitês inter-republicanos para tomar decisões pelo governo federal antes da ratificação.  O SKH queria uma maior descentralização em 1971 para incluir o setor bancário e o comércio exterior, além de mudanças que permitiriam à Croácia reter mais receitas em moeda estrangeira. Outras exigências vinham de fora do Comité Central do SKH, desde o estabelecimento de um exército croata até à independência completa.  Em última análise, a Primavera Croata envolveu uma grande variedade de elementos, incluindo anticentralistas, nacionalistas moderados e extremistas, pró-Ustaše, anticomunistas, reformistas, democratas e socialistas democráticos, liberais e libertários. 
A liderança do SKS não criticou o SKH; pelo contrário, Nikezić e Perović defenderam a liderança reformista da Croácia perante Tito em 1971.  Os jornais sérvios e croatas trocaram acusações de hostilidade mútua, nacionalismo e unitarismo, levando Tito a admitir que o SKJ havia perdido o controle da mídia.  Numa reunião com os líderes do SKH em julho de 1971, Tito expressou preocupação com a situação política e ofereceu a Tripalo o cargo de Primeiro-Ministro da Iugoslávia para afastá-lo do SKH, mas Tripalo recusou.  Mais tarde naquele mês, a facção conservadora conseguiu obter apoio suficiente para expulsar Đodan e Marko Veselica do SKH como "líderes nacionalistas". 
Em 2 de agosto, o SKH anunciou um Programa de Ação, criticando o nacionalismo que era referido no programa como "movimento nacional" e denunciando indivíduos não identificados associados à Matica hrvatska por conspirar contra o SKH e o SKJ. Os líderes do SKH determinaram que o Programa de Acção seria formalmente adoptado ou rejeitado na sua próxima sessão plenária em Novembro.  O SKH marcou outra reunião com Tito em 14 de setembro, insistindo que ele havia sido mal informado sobre a situação. Após a reunião, Tito disse estar convencido de que as histórias sobre o chauvinismo reinante na Croácia eram absurdas.  Ele também deu a entender que era favorável à proposta do SKH de reformar a política cambial da Iugoslávia. Após a reunião, Tripalo sugeriu que o Programa de Acção não seria mais considerado. 

### Procurando por modelos do passado

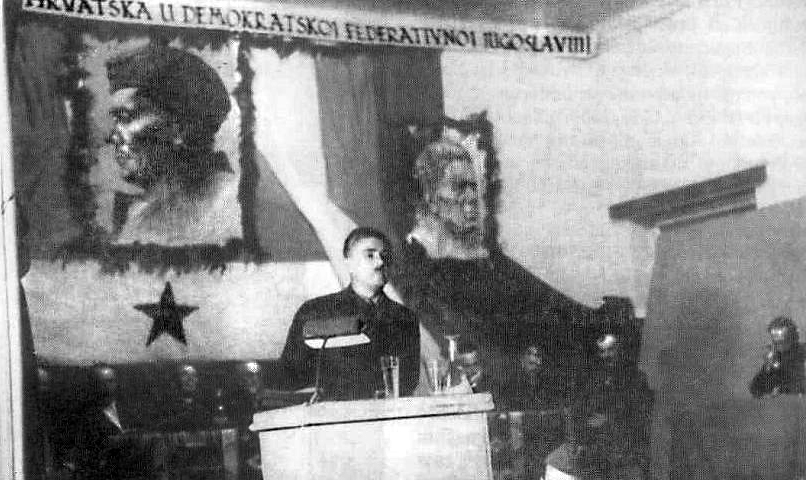
O modelo federal adotado pela ZAVNOH (Andrija Hebrang é visto falando em sua terceira sessão) foi o objetivo declarado da liderança croata durante a Primavera Croata.

A Primavera Croata estimulou um interesse crescente em figuras históricas croatas. Uma placa comemorativa a Stjepan Radić, fundador do Partido Camponês Croata (HSS) e defensor da causa croata na Iugoslávia pré-guerra, foi colocada em Zagreb, seguida por um monumento a ele na cidade de Metković. A cidade de Šibenik cancelou um plano para erguer um monumento às vítimas do fascismo, erguendo em vez disso uma estátua do rei medieval croata Pedro Cresimiro IV.  Uma banda marcial e um grupo de história viva com o nome dos Pandurs de Trenck do século XVIII foram restabelecidos em Požega em 1969.  Também houve apelos infrutíferos para restaurar um monumento ao bano da Croácia do século XIX, Josip Jelačić, que havia sido removido da praça central de Zagreb pelo SKH em 1947. 
Canções patrióticas tradicionais croatas — algumas delas proibidas — experimentaram um ressurgimento em popularidade. O cantor mais popular e controverso dessas canções na época era Vice Vukov.  Lijepa naša domovino voltou ao uso formal como uma canção patriótica quando uma placa foi colocada na Catedral de Zagreb em homenagem aos nobres envolvidos na conspiração dos magnatas do século XVII. A ópera Nikola Šubić Zrinski, que reconta o Cerco de Szigetvár do século XVI, tinha ingressos esgotados sempre que era encenada no Teatro Nacional Croata em Zagreb. As pinturas de Oton Iveković (1869–1939) retratando eventos da história croata tornaram-se muito populares.   O histórico brasão xadrez da Croácia se tornou um símbolo famoso, costurado por jovens em jaquetas e boinas ou aplicado em adesivos nos para-brisas dos carros. Em 1969, foi incorporado ao brasão do clube de futebol Dinamo Zagreb. Enquanto a bandeira iugoslava ainda era hasteada, ela sempre foi emparelhada com a croata. Esta última também foi usada isoladamente e, em uso geral na Croácia, superou em número a bandeira iugoslava em dez para um. 
O SKH destacou a importância da Igreja Católica na cultura e na identidade política croata. Dabčević-Kučar disse mais tarde que a mudança foi motivada pelo seu desejo de contrabalançar a Igreja Ortodoxa Sérvia como uma "fonte de chauvinismo sérvio".  Embora a Igreja Católica não tenha desempenhado um papel importante na Primavera Croata, ela contribuiu para o fortalecimento da identidade nacional ao introduzir o Culto de Maria como um símbolo nacional croata na mesma época. Esta contribuição foi reforçada pela canonização do frade franciscano e missionário croata do século XIV, Nicholas Tavelic, em 1970. 
O SKH sustentou que sua política atual estava enraizada no legado partidário, argumentando que a federação iugoslava não foi criada conforme previsto pelo Conselho Estatal Antifascista para a Libertação Nacional da Croácia (ZAVNOH) da Segunda Guerra Mundial; em particular, a solução do ZAVNOH para a questão croata não foi implementada. O SKH afirmou que os sentimentos nacionais eram uma expressão legítima de interesses que os comunistas devem defender e que a Jugoslávia deve ser organizada como uma comunidade de repúblicas nacionais soberanas.  Hrvatski tjednik publicou um artigo de Tuđman elogiando ZAVNOH. A sua capa continha uma fotografia do secretário do Partido Comunista da Croácia durante a guerra, Andrija Hebrang,  que o SKJ considerava um espião soviético e um traidor desde a Ruptura Tito–Stalin em 1948. O artigo também coincidiu com um pedido, ignorado pelo SKH, para reabilitar Hebrang postumamente.  A iniciativa foi lançada como uma forma de "reabilitação moral" por emigrantes anticomunistas, incluindo o antigo alto funcionário do KPJ, Ante Ciliga. 

### Demandas por autonomia e uma nova constituição
Na época da Primavera Croata, as relações cívicas entre croatas e sérvios na Croácia eram cada vez mais moldadas por narrativas divergentes da Primeira Guerra Mundial e, especialmente, da Segunda Guerra Mundial. Enquanto os croatas se concentraram no papel do Exército Real Sérvio na criação do Reino da Iugoslávia, dominado pelos sérvios, e nos assassinatos de tropas colaboracionistas Ustaše e seus simpatizantes na perseguição iugoslava de colaboradores nazistas em 1945, os sérvios avaliaram negativamente a participação croata na campanha sérvia da Áustria-Hungria durante a Primeira Guerra Mundial, e especialmente o genocídio de sérvios cometido pelos Ustaše no estado fantoche do Eixo conhecido como Estado Independente da Croácia (NDH).  Em uma série de artigos no Hrvatski tjednik, Tuđman expressou a opinião da maioria do SKH, bem como Matica hrvatska: que os croatas tinham feito uma contribuição significativa para a luta partisan e não eram coletivamente culpados pelas atrocidades dos Ustaše. 
Entre os sérvios croatas, o nacionalismo sérvio explodiu em resposta ao ressurgimento nacional croata. Em 1969, a sociedade cultural Prosvjeta veio para a vanguarda do discurso nacionalista sérvio-croata.  Um plano apresentado pelos reformistas do SKH para rever os currículos de literatura e história do ensino básico e secundário, de modo a que 75 por cento da cobertura fosse sobre tópicos croatas  suscitou queixas da Prosvjeta, que argumentou que o plano era uma ameaça aos direitos culturais sérvios. Prosvjeta também se opôs às tentativas do SKH de reinterpretar a luta partidária em tempo de guerra como uma libertação da nacionalidade croata dentro do quadro iugoslavo.  Em 1971, Prosvjeta exigiu que a língua sérvia e a escrita cirílica fossem oficialmente utilizadas na Croácia, juntamente com a língua croata e a escrita latina, bem como salvaguardas legislativas que garantissem a igualdade nacional dos sérvios.  Prosvjeta rejeitou o modelo federal defendido pelo ZAVNOH e pelo SKH, argumentando que o nacionalismo não era mais necessário na Iugoslávia. Além disso, Prosvjeta denunciou o trabalho do Matica hrvatska e afirmou que os sérvios da Croácia preservariam a sua identidade nacional confiando na ajuda da Sérvia, independentemente das fronteiras das repúblicas. 
Finalmente, Rade Bulat do Prosvjeta exigiu o estabelecimento de uma província autónoma para os sérvios croatas, e houve apelos para conceder autonomia também à Dalmácia.  O Comité Central do SKH declarou que nenhuma região da Croácia poderia fazer qualquer reivindicação legítima de autonomia de qualquer tipo e rotulou os apelos à autonomia regional da Dalmácia como traição à nação croata.  Tais respostas estavam alinhadas ao objetivo do SKH de homogeneização nacional. Para esse efeito, o SKH bloqueou a opção de declarar a identidade étnica como regional no censo de 1971.  A campanha liderada pelo Matica hrvatska para enfatizar a distinção entre croata e sérvio foi refletido na fala predominante dos sérvios croatas, que mudou de predominantemente ijekaviano, ou uma mistura ekaviana-ijekaviana, para predominantemente ekaviana. 
O filósofo sérvio Mihailo Đurić argumentou que a constituição da Croácia deveria ser alterada para descrever a república como o estado nacional de croatas e sérvios. Essa observação desencadeou outra série de debates públicos em março de 1971 no contexto da reforma constitucional da Iugoslávia. O SKJ respondeu apresentando acusações contra Đurić e prendendo-o. Matica hrvatska</link> propôs uma emenda à constituição, enfatizando ainda mais o caráter nacional da Croácia. O SKH rejeitou a proposta e redigiu seu próprio texto, argumentando que era um compromisso. Por fim aprovada, a emenda do SKH mencionou os sérvios-croatas especificamente, mas definiu a Croácia como um "estado nacional" dos croatas, evitando o uso da mesma frase exata para os sérvios-croatas. [b] O significado desta diferença nas formulações não foi explicado no texto da constituição.  Em meados de Setembro de 1971, as tensões étnicas tinham piorado a tal ponto que, no norte da Dalmácia, alguns aldeões sérvios e croatas pegaram em armas com medo uns dos outros. 

### Fora da Croácia

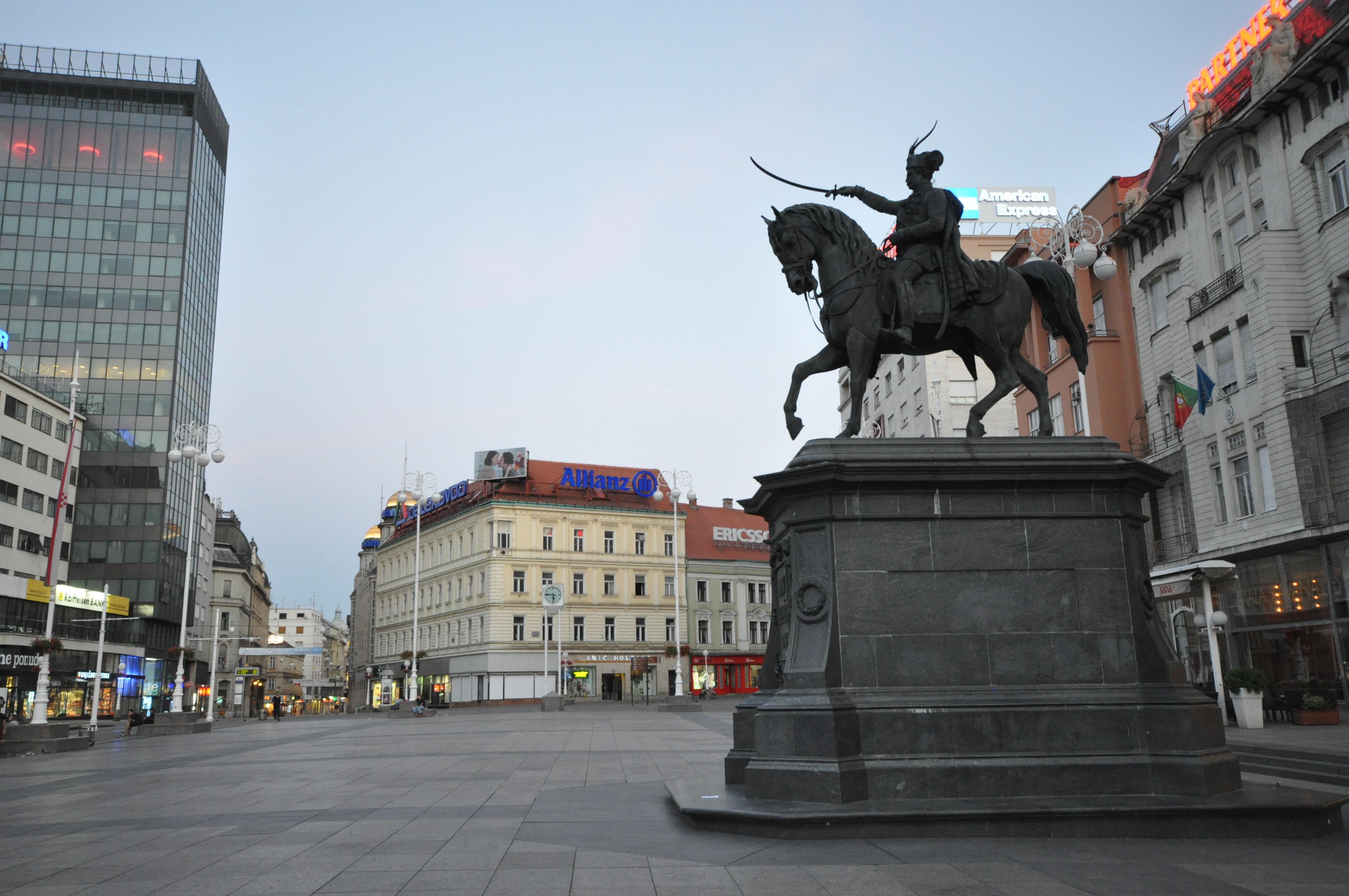
Uma tentativa malsucedida foi feita durante a Primavera Croata para restaurar o monumento a Josip Jelačić na praça central de Zagreb.

Em fevereiro de 1971, a revista emigrada nacionalista croata Hrvatska država, impresso por Branimir Jelić em Berlim Ocidental, publicou uma história atribuída ao seu correspondente em Moscou alegando que o Pacto de Varsóvia ajudaria a Croácia a alcançar sua independência, garantindo-lhe um status comparável ao desfrutado pela Finlândia na época. O artigo também afirmava que o SKH estava colaborando com os emigrantes Ustaše. A Missão Militar Iugoslava em Berlim relatou a história ao serviço de inteligência militar, juntamente com os nomes de supostos agentes emigrantes Ustaše na Croácia. O relatório foi inicialmente acreditado,  levando as autoridades iugoslavas a ficarem preocupadas com a possibilidade de a União Soviética estar a instigar e a ajudar o SKH e os emigrantes Ustaše.  Uma investigação federal concluiu em 7 de abril que a história era falsa, e as autoridades decidiram enterrar o caso. Imediatamente, o SKH anunciou que inimigos nacionais e estrangeiros do SKH estavam por trás das alegações. No mesmo dia, Vladimir Rolović, o embaixador iugoslavo na Suécia, foi mortalmente ferido num ataque não relacionado por emigrantes Ustaše, aumentando ainda mais as tensões.  Segundo Dabčević-Kučar, a liderança do SKH tratou o entusiasmo dos emigrantes com suspeita, acreditando que estava ligado à Administração de Segurança do Estado da Jugoslávia, e também porque a sua actividade enfraquecia a posição do SKH. 
Embora a liderança da Bósnia e Herzegovina tenha sido cautelosa na sua resposta à mudança do SKH em janeiro de 1970 em direção do Matica hrvatska,  as relações tornaram-se muito mais tensas, refletidas principalmente nos textos publicados pelo Matica hrvatska e Oslobođenje, o jornal de referência na Bósnia e Herzegovina.  A liderança da Bósnia e Herzegovina inicialmente distinguiu entre as posições do SKH e aquelas mantidas pelo  Matica hrvatska, mas esta distinção foi-se erodindo ao longo do tempo.  Em setembro, o Matica hrvatska expandiu seu trabalho para a Bósnia e Herzegovina e para a província autônoma sérvia de Voivodina, alegando que os croatas estavam sub-representados nas instituições governamentais devido às políticas implementadas durante o mandato de Ranković. Em novembro de 1971, nacionalistas croatas defenderam a anexação de uma parte da Bósnia e Herzegovina à Croácia para corrigir a situação. Em resposta, os nacionalistas sérvios reivindicaram outras partes da Bósnia e Herzegovina para a Sérvia.  As autoridades da Bósnia e Herzegovina responderam proibindo o estabelecimento de ramos do Matica hrvatska dentro da república. 

### Considerações de política externa

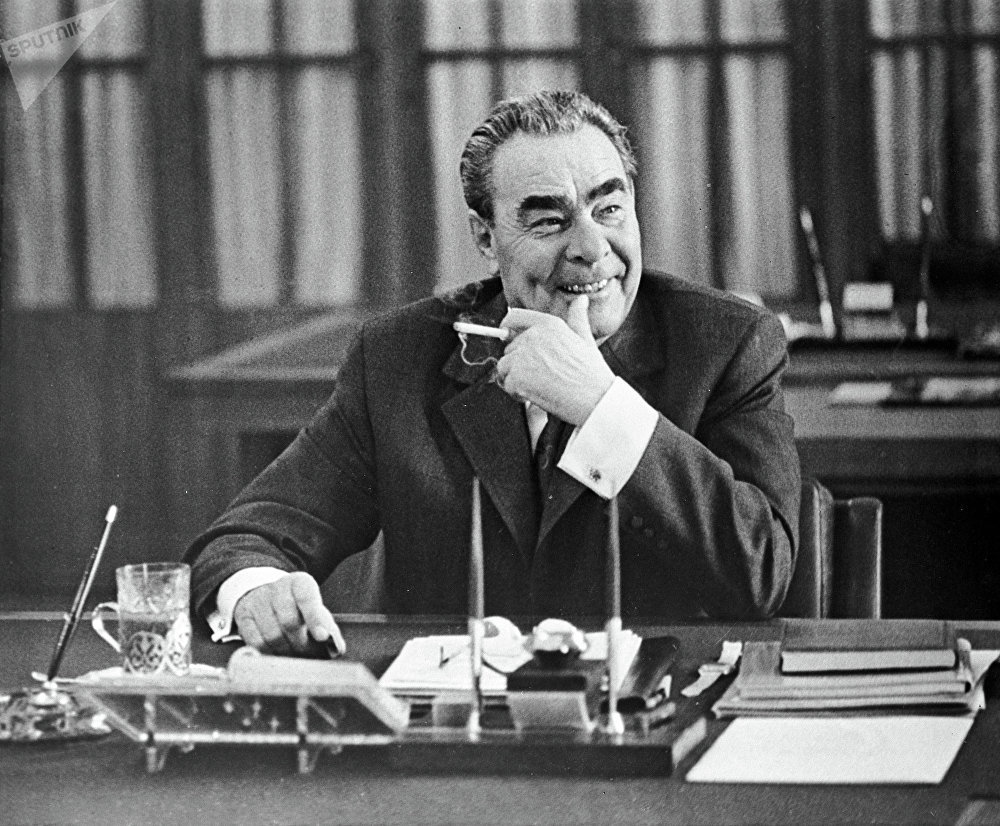
Leonid Brejnev ofereceu assistência soviética a Josip Broz Tito em 1970.

Durante uma reunião da liderança do SKJ nas Ilhas Brijuni, de 28 a 30 de abril de 1971, Tito recebeu um telefonema do líder soviético Leonid Brejnev. Segundo Tito, Brejnev ofereceu ajuda para resolver a crise política na Iugoslávia, e Tito recusou. A oferta foi comparada pelo SKH e por Tito ao chamado de Brejnev ao Primeiro Secretário do Partido Comunista da Tchecoslováquia, Alexander Dubček, em 1968, antes da invasão da Tchecoslováquia pelo Pacto de Varsóvia — como sendo uma ameaça de invasão iminente do Pacto de Varsóvia. Alguns membros do Comitê Central do SKH sugeriram que Tito inventou isso para fortalecer a sua posição, mas o Primeiro Vice-Primeiro-Ministro da União Soviética, Dmitry Polyansky, confirmou que a conversa teve lugar. 
Com o objetivo de melhorar a posição dos Estados Unidos na área do Mediterrâneo após a crise do Setembro Negro na Jordânia, o presidente dos Estados Unidos, Richard Nixon, viajou por vários países da região.  A visita de estado de Nixon à Iugoslávia durou de 30 de setembro a 2 de outubro de 1970 e incluiu uma viagem a Zagreb, onde Nixon gerou controvérsia em um brinde no Banski dvori, a sede do governo croata.  Seu brinde terminou com as palavras "Viva a Croácia! Viva a Iugoslávia!", que foram interpretadas de várias maneiras como uma demonstração de apoio à independência da Croácia ou, alternativamente, apenas como uma cortesia comum. O embaixador da Iugoslávia nos Estados Unidos interpretou o episódio como um posicionamento estratégico para a desintegração da Iugoslávia. 
Brejnev visitou a Iugoslávia de 22 a 25 de setembro de 1971 em meio à tensão contínua entre a Iugoslávia e a União Soviética após a invasão da Tchecoslováquia em 1968. Brejnev ofereceu um acordo de amizade, mas Tito recusou-se a assiná-lo para evitar parecer que estava a aproximar-se do Bloco de Leste.  Autoridades iugoslavas notificaram Nixon por meio do Secretário de Estado William P. Rogers que a reunião com Brejnev não foi boa. Uma visita oficial de Tito aos Estados Unidos foi organizada para assegurar a Tito o apoio político, econômico e militar dos Estados Unidos à Iugoslávia. Nixon e Tito se encontraram em 30 de outubro em Washington, D.C. 

## Supressão e expurgos

### Plenário de novembro e protesto estudantil

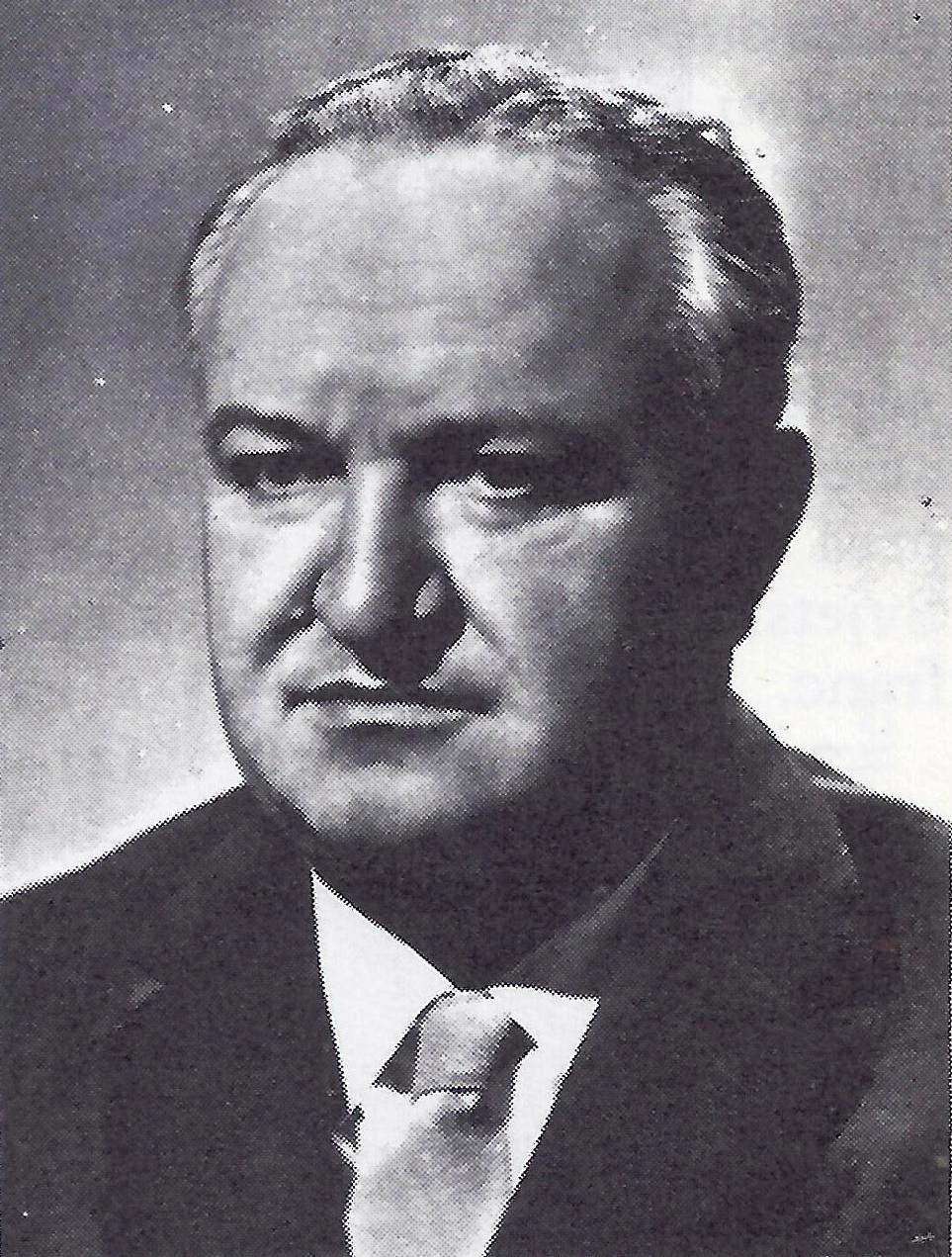
Vladimir Bakarić ajudou a substituir os líderes reformistas da Croácia.

Na sessão plenária de 5 de novembro do SKH, Dabčević-Kučar disse que o movimento nacional era evidência da unidade da nação e do SKH, que ela disse que não deveria ser sacrificada para alcançar a pureza revolucionária. Depois que ela rejeitou várias propostas de Bakarić para modificar as políticas do SKH, a facção conservadora — principalmente Bilić e Dragosavac — exigiu a aplicação do Programa de Ação de Agosto. A questão não foi resolvida pelo plenário, mas, no rescaldo da sessão, Bakarić decidiu apoiar Bilić e Dragosavac e pedir a intervenção de Tito.  De 12 a 15 de novembro, Tito visitou Bugojno na Bósnia e Herzegovina, onde foi recebido pela liderança da república (Branko Mikulić, Hamdija Pozderac e Dragutin Kosovac). Em 13 de novembro, eles foram acompanhados pelo primeiro-ministro iugoslavo, Džemal Bijedić, que criticou as exigências do SKH para mudar a distribuição de ganhos em moeda estrangeira. Dragosavac encontrou-se com Tito nos dias 14 e 15 de novembro para discutir a Primavera Croata.  Em 15 de novembro, Tito foi acompanhado pelos líderes do JNA para assistir a gravações de comícios políticos na Croácia, onde nacionalistas e membros do SKH discursaram e onde gritos anti-Tito puderam ser ouvidos. 
O Comitê Central alargado do SKH reuniu-se secretamente de 17 a 23 de Novembro, mas as duas facções opostas não conseguiram chegar a acordo.  Em 22 de novembro, cerca de 3.000 estudantes da Universidade de Zagreb votaram para iniciar uma greve na manhã seguinte. Inicialmente, eles protestaram contra as regulamentações federais sobre moeda forte, serviços bancários e comércio. A pedido de Paradžik,  uma série de propostas de emendas constitucionais foram adicionadas às exigências: definir a Croácia como um estado soberano e nacional de croatas, tornar o croata a língua oficial, garantir que os residentes da Croácia completariam o seu serviço militar obrigatório na Croácia e estabelecer formalmente Zagreb como capital da Croácia e Lijepa naša domovino como o hino da Croácia.  Os manifestantes apontaram Bakarić por sabotar a reforma monetária de Tripalo.  A Federação de Estudantes Croatas expandiu a greve para toda a Croácia. Em poucos dias, 30.000 estudantes entraram em greve exigindo a expulsão de Bilić, Dragosavac, Baltić, Ema Derossi-Bjelajac e Čedo Grbić do SKH como unitaristas.  Em 25 de novembro, Tripalo se encontrou com os estudantes, instando-os a parar a greve, e Dabčević-Kučar fez o mesmo pedido quatro dias depois. 

### Reunião de Karađorđevo e expurgos

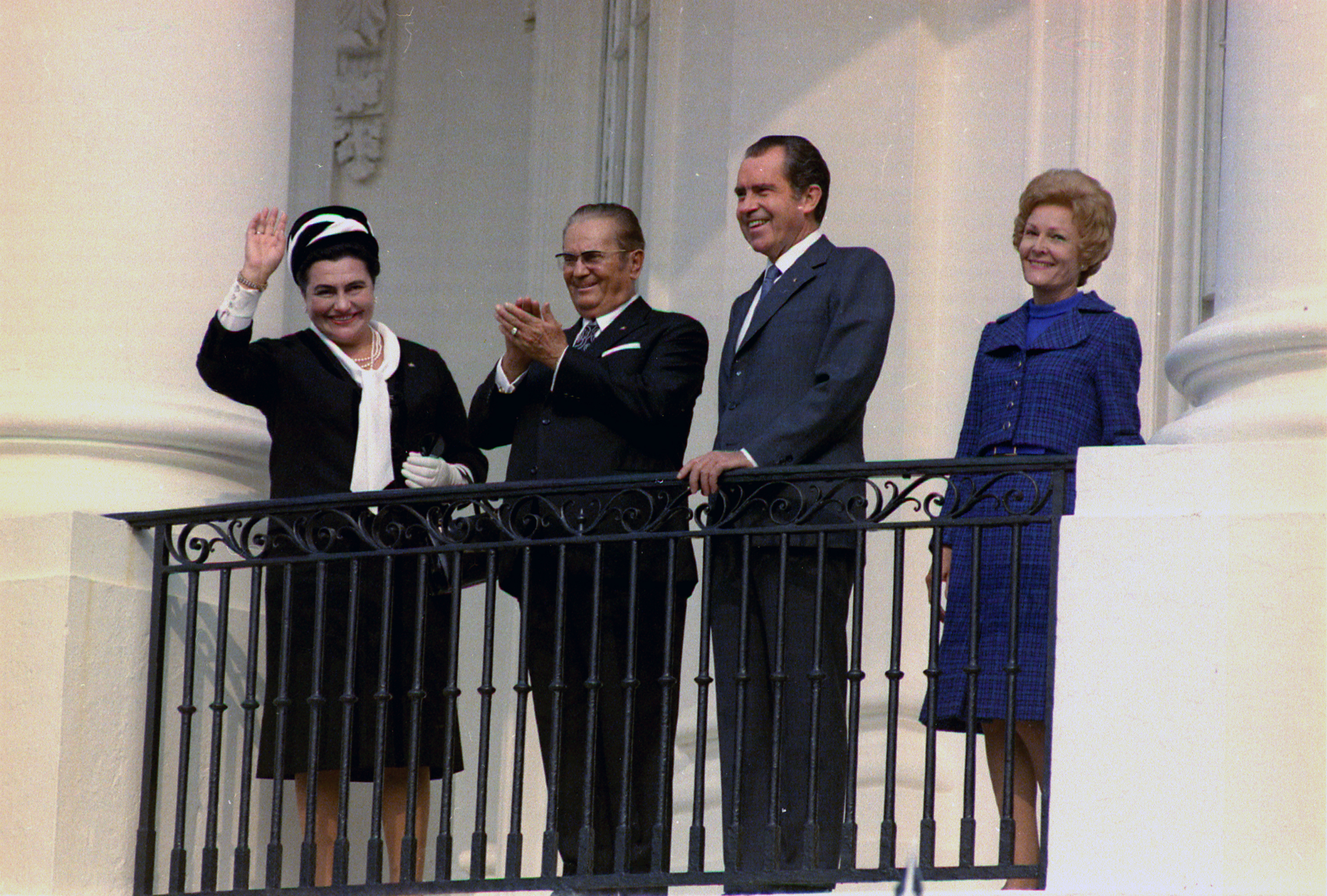
Josip Broz Tito (mostrado encontrando Richard Nixon em 1971) convocou a reunião da Liga dos Comunistas da Iugoslávia em Karađorđevo para lidar com a crise na Croácia.

Tito contatou os Estados Unidos para informá-los sobre seu plano de remover a liderança reformista da Croácia, e os Estados Unidos não se opuseram. Tito considerou mobilizar o JNA, mas optou por uma campanha política. Em 1º de dezembro, Tito convocou uma reunião conjunta dos líderes do SKJ e do SKH no campo de caça de Karađorđevo, na Voivodina. Os conservadores do SKH primeiro criticaram a liderança do SKH, pedindo uma ação severa contra o nacionalismo. Os membros do presidium do SKJ de outras repúblicas e províncias fizeram então discursos de apoio à posição conservadora, e a liderança do SKH foi instruída a controlar a situação na Croácia.  Tito criticou particularmente Matica hrvatska, acusando-o de ser um partido político e tentar estabelecer um estado fascista semelhante ao NDH. No dia seguinte, após a reunião de Karađorđevo, o discurso de Tito foi transmitido para toda a Iugoslávia, alertando para a ameaça da contrarrevolução. 
Após a transmissão, a greve estudantil foi suspensa e a liderança do SKH anunciou seu acordo com Tito. Em 6 de dezembro, Bakarić criticou a liderança do SKH por não tomar quaisquer medidas práticas para cumprir o discurso de Tito de dois dias antes, especialmente por não tomar medidas contra Matica hrvatska. Bakarić acusou Tripalo de tentar dividir o SKH exagerando o apoio popular aos reformistas. Dois dias depois, a liderança do SKJ se reuniu novamente e concluiu que o SKH não estava implementando as decisões adotadas em Karađorđevo. Os líderes da greve estudantil foram presos em 11 de dezembro,  e Dabčević-Kučar e Pirker foram forçados a renunciar por Tito no dia seguinte. Nesse ponto, Tripalo, Marko Koprtla e Janko Bobetko também renunciaram imediatamente. Nos dias seguintes, mais renúncias foram apresentadas, incluindo a do chefe do governo, Haramija. Milka Planinc tornou-se chefe do SKH. Quinhentos estudantes protestaram em Zagreb contra as demissões e foram reprimidos pela polícia de choque. 
Posteriormente, dezenas de milhares foram expulsos do SKH, incluindo 741 altos funcionários, como Dabčević-Kučar, Tripalo e Pirker. Outros 280 membros do SKH foram obrigados a renunciar aos seus cargos e 131 foram rebaixados. Os conservadores do SKH exigiram um grande julgamento-espetáculo com Tuđman como principal réu, mas Tito bloqueou esta proposta.  Em vez disso, Tuđman foi condenado por tentar derrubar o "socialismo democrático autogerido".  No total, 200 a 300 pessoas foram condenadas por crimes políticos, mas milhares de outras foram presas sem acusações formais durante dois a três meses.  Matica hrvatska e Prosvjeta foram proibidos, incluindo as quatorze publicações do primeiro.   Os expurgos contra profissionais da comunicação social, escritores, cineastas e funcionários universitários continuaram até ao final de 1972.  Embora os expurgos tenham ocorrido apenas no período posterior à reunião de Karađorđevo de 1 de dezembro de 1971, esta data é geralmente considerada como o fim da Primavera Croata nas comemorações dos eventos.  As autoridades apreenderam e destruíram 40.000 cópias do manual de ortografia Moguš, Finka e Babić por considerá-lo chauvinista.  As 600 cópias restantes foram encadernadas sem prefácio ou índice e marcadas como "somente para uso interno". Esta versão foi reimpressa pela revista emigrada croata com sede em Londres Nova Hrvatska [hr] (Nova Croácia) em 1972 e 1984. O livro foi publicado novamente na Croácia em 1990. 

## Consequências

### Manutenção das reformas

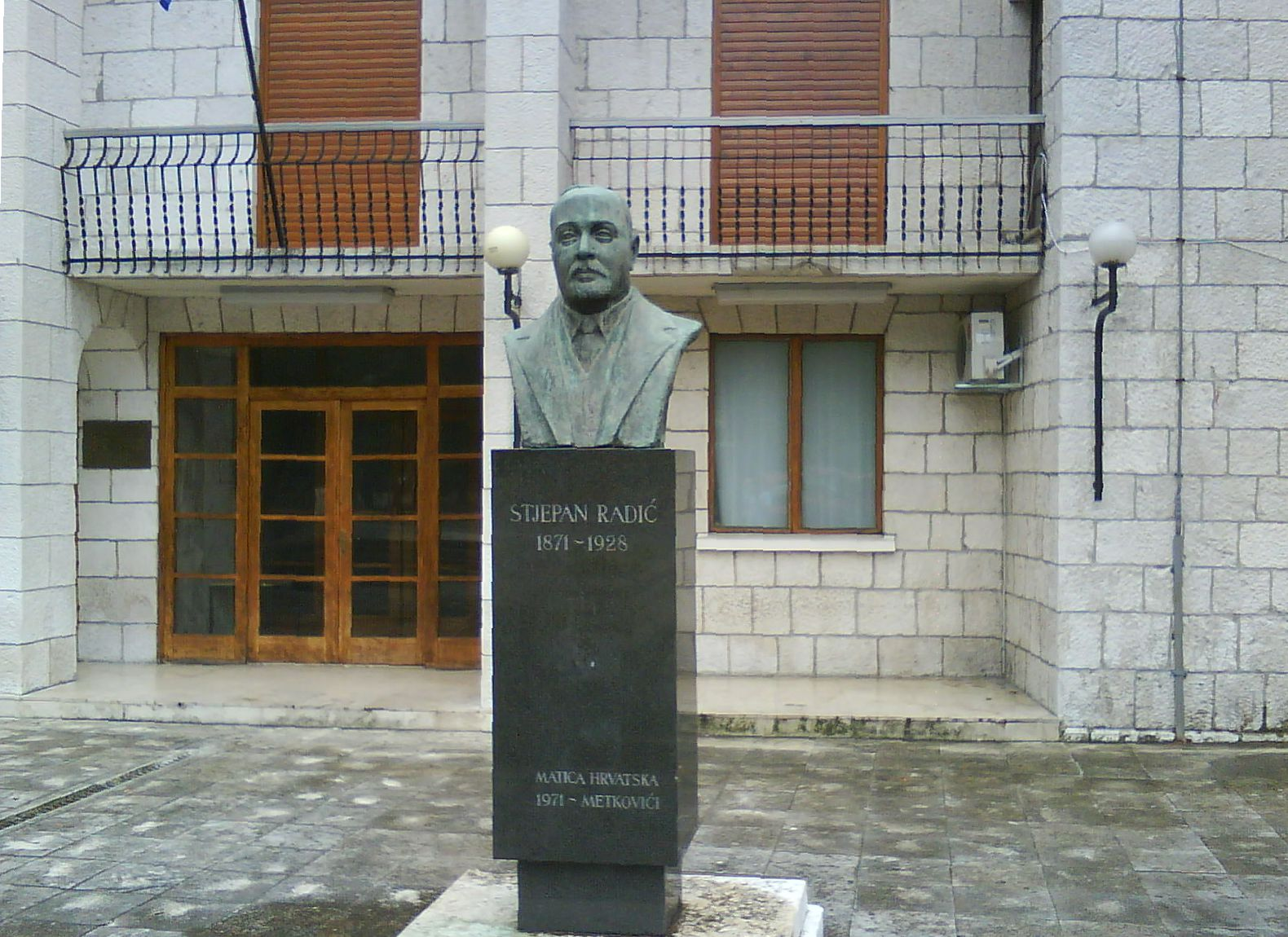
Um monumento ao líder do Partido Camponês Croata doentreguerras, Stjepan Radić, foi erguido em Metković durante a Primavera Croata.

Sob a nova liderança do SKH, Ivo Perišin substituiu Haramija como Presidente do seu Conselho Executivo no final de Dezembro de 1971.  Em Fevereiro de 1972, o Parlamento Croata aprovou uma série de 36 emendas à Constituição da República Socialista da Croácia, uma das quais introduziu Lijepa naša domovino como o hino da república. 
Após a queda da liderança reformista do SKH, os emigrantes anticomunistas escreveram sobre a Primavera Croata como um movimento que prenunciava a democratização e elogiaram Dabčević-Kučar e Tripalo como pessoas de "virtudes políticas incomuns".  Alguns emigrantes acreditavam que a situação política na Iugoslávia, especialmente entre os croatas, era propícia a uma revolta. Consequentemente, dezenove membros da organização terrorista Irmandade Revolucionária Croata lançaram uma incursão armada na Iugoslávia em meados de 1972, na esperança de incitar uma rebelião que levaria ao restabelecimento da NDH. Após um mês de escaramuças mortais com as autoridades, a incursão terminou em fracasso. 
Pirker morreu em agosto de 1972, e seu funeral atraiu 100.000 apoiadores. O tamanho da multidão presente no funeral confirmou o apoio contínuo e amplo a Dabčević-Kučar e Tripalo, independentemente do seu recente expurgo. 
Para reduzir o apoio popular aos nacionalistas croatas, Tito atendeu a muitas das exigências dos líderes depostos do SKH. Por exemplo, as empresas exportadoras foram autorizadas a reter 20 por cento dos ganhos em moeda estrangeira em vez de 7 a 12 por cento, enquanto as empresas de turismo aumentaram sua retenção de ganhos em moeda estrangeira de 12 por cento para 45 por cento. A desvalorização do dinar iugoslavo em 18,7 por cento aumentou o valor dos rendimentos em moeda estrangeira retidos no mercado interno. 
A nova liderança do SKH não estava disposta a desfazer as mudanças implementadas pelos seus antecessores e, consequentemente, perdeu o apoio dos sérvios croatas.  Alguns sérvios pediram que a constituição da Croácia fosse alterada para redefinir a Croácia como um estado nacional de croatas e sérvios e criar um comitê sérvio no Sabor. Essas ideias foram derrotadas por Grbić, que ocupava o cargo de vice-presidente do Parlamento Croata; como resultado, os nacionalistas sérvios denunciaram Grbić como um traidor da sua causa. 
A Constituição Iugoslava de 1974 preservou quase inteiramente as reformas de 1971, expandiu os poderes económicos das repúblicas constituintes e concedeu exigências reformistas relacionadas com a banca, o comércio e a moeda estrangeira. 

### Legado nas últimas décadas da Iugoslávia
Após o expurgo de 1971, as autoridades começaram a referir-se pejorativamente aos acontecimentos que ocorreram como o Maspok,  uma aglutinação de masovni pokret significando "movimento de massas",  como uma referência à politização das massas para garantir o envolvimento de atores além do SKH na política da Croácia.  O termo Primavera Croata foi cunhado retroactivamente, após os expurgos de 1971, por aqueles que tinham uma visão mais favorável dos acontecimentos.  O último termo não foi autorizado a ser usado publicamente na Iugoslávia até 1989. 
O fim da Primavera Croata marcou o início de um período conhecido como o Silêncio Croata (Hrvatska šutnja), [c] que durou até o final da década de 1980, durante a qual o público manteve distância das autoridades impostas e impopulares.   A discussão sobre a posição dos sérvios croatas foi evitada pela nova liderança croata, e Grbić e outros ficaram preocupados que a questão fosse deixada para a Igreja Ortodoxa Sérvia e os nacionalistas da Sérvia apresentarem soluções sem qualquer contra-argumento. 
A Primavera Croata foi um evento significativo para toda a Iugoslávia. As facções reformistas do SKS, SKM e da Liga dos Comunistas da Eslovênia também foram suprimidas no final de 1972,  substituídas por políticos medíocres e obedientes. Durante este período, a pressão para a dissolução completa da Jugoslávia intensificou-se, os líderes religiosos ganharam influência e o legado partidário que legitimava o Estado foi enfraquecido.  Os expurgos da década de 1970 na Croácia e noutros locais da Iugoslávia afastaram muitos comunistas reformistas e apoiantes da social-democracia da política nas últimas décadas do país. 
A partir de 1989, várias pessoas anteriormente envolvidas com o SKH ou Matica hrvatska</link> durante a Primavera Croata retornou à política croata. Budiša e Gotovac tiveram papéis de liderança no Partido Social Liberal Croata (HSLS), que foi formado antes das eleições parlamentares croatas de 1990. Čičak foi destaque no HSS. Em janeiro de 1989, Marko e Vladimir Veselica, Tuđman, Šošić e Ladan lançaram uma iniciativa para fundar a União Democrática Croata (HDZ).  Insatisfeitos com a eleição de Tuđman para liderar o HDZ, os irmãos Veselica saíram,  e formaram o Partido Democrático Croata (HDS) em novembro. O HDZ ganhou Stjepan Mesić, outro dirigente do SKH afastado após a Primavera Croata. Dabčević-Kučar, Tripalo e Haramija formaram a Coalizão do Acordo Popular como independentes, apoiada por vários partidos, incluindo o HSLS e o HDS.  O HDZ venceu as eleições, Tuđman tornou-se o Presidente da Presidência (mais tarde Presidente) e Mesić tornou-se o Presidente do Conselho Executivo (mais tarde referido como Primeiro-Ministro). 